# Michael Ambrosovszky
Michael Ambrosovszky, ungarisch Mihály Ambrosovszky, (* 17. April 1702 in Galanta; † 1. Februar 1792 in Eger) war ein ungarischer Kirchenhistoriker.

## Leben
Nachdem er studiert hatte, wandte er sich der Theologie zu. Er wurde Titularabt des ehemaligen Klosters Igriș, hierauf Kanonikus und schließlich Großpropst in Eger. Später wurde er auch zum Präfekten des bischöflichen Studienwesens ernannt. Am 1. Februar 1792 verstarb er in Eger, 89 Jahre alt.
In seinen Schriften befasste er sich mit (Kirchen-)Geschichte.

## Werke
- Historiae Ducum er Regum Hungariae Synopsis (Erlau 1757)
- Mausoleum potent. Hungariae Regum et primorum militant. Hungariae Ducum (Erlau 1758)
- Compendiosa Chronologia Hungariae sive Catalogus aut Series Hung. Reg. etc. (Erlau 1758)
- Appendix ad compendiosam Chronologiam Hungariae etc. (Erlau 1758)
- Nova Series Episcoporum Agriensium (Erlau 1759)
- Ilias in nuce, sive Chronologia sacra etc. (Erlau 1759)